# Ponerorchis limprichtii
Ponerorchis limprichtii är en orkidéart som först beskrevs av Rudolf Schlechter, och fick sitt nu gällande namn av Károly Rezsö Soó von Bere. Ponerorchis limprichtii ingår i släktet Ponerorchis och familjen orkidéer. Inga underarter finns listade i Catalogue of Life.